# Hiroaki Abe
Hiroaki Abe (阿部 弘毅 Abe Hiroaki?, n. 15 martie 1889 – d. 6 februarie 1949) a fost unul viceamiral al Marinei Imperiale Japoneze în timpul celui de-al Doilea Război Mondial. 

## Funcții de comandă notabile deținute
- comandant al crucișătorului Jintsu: 1 decembrie 1936-1 decembrie 1937
- comandant al cuirasatului Fusō: 1 decembrie 1937-1 aprilie 1938
- comandant al Diviziei a 8-a de cuirasate: 1 august 1941-14 iulie 1942
- comandant al Forței de Sprijin a Flotei de Portavioane,
- comandant al Diviziei a 11-a de cuirasate[1]

## Date ale promovării în rang
- comandor - 10 decembrie 1928
- căpitan - 1 decembrie 1932
- contraamiral - 15 noiembrie 1938
- viceamiral - 1 noiembrie 1942

## Literatură
- en  Crenshaw, Russell Sydnor (1998). South Pacific Destroyer: The Battle for the Solomons from Savo Island to Vella Gulf. Naval Institute Press. ISBN 1-55750-136-X.
- en  D'Albas, Andrieu (1965). Death of a Navy: Japanese Naval Action in World War II. Devin-Adair Pub. ISBN 0-8159-5302-X.
- en  Dull, Paul S. (1978). A Battle History of the Imperial Japanese Navy, 1941-1945. Naval Institute Press. ISBN 0-87021-097-1.
- en  Lacroix, Eric; Linton Wells (1997). Japanese Cruisers of the Pacific War. Naval Institute Press. ISBN 0-87021-311-3.
- en  Kilpatrick, C. W. (1987). Naval Night Battles of the Solomons. Exposition Press. ISBN 0-682-40333-4.
- en  McGee, William L. (2002). "Operation TOENAILS". The Solomons Campaigns, 1942-1943: From Guadalcanal to Bougainville--Pacific War Turning Point, Volume 2 (Amphibious Operations in the South Pacific in WWII). BMC Publications. ISBN 0-9701678-7-3.
- en  Morison, Samuel Eliot (2002). History of United States Naval Operations in World War II. Vol. 14: Victory in the Pacific, 1945. Chicago: University of Illinois Press. ISBN 0-252-07065-8.